# The Return of the Living Dead
The Return of the Living Dead är en amerikansk film, skräckfilm/zombiefilm/sci-fi/komedi, från år 1985, regi av Dan O'Bannon, filmmanus av Dan O'Bannon, Rudy Ricci, John A. Russo och Russell Streiner.

## Rollista
- Clu Gulager - Burt Wilson
- James Karen - Frank
- Don Calfa - Ernie Kaltenbrunner
- Thom Mathews - Freddy
- Beverly Randolph - Tina
- John Philbin - Chuck
- Jewel Shepard - Casey
- Miguel A. Núñez Jr. - Spider

## Om filmen
Filmen är delvis en uppföljare till, och delvis en parodi på, George A. Romeros zombiefilmer Night of the Living Dead (1968) och Dawn of the Dead.